# Sölvesborgs slott

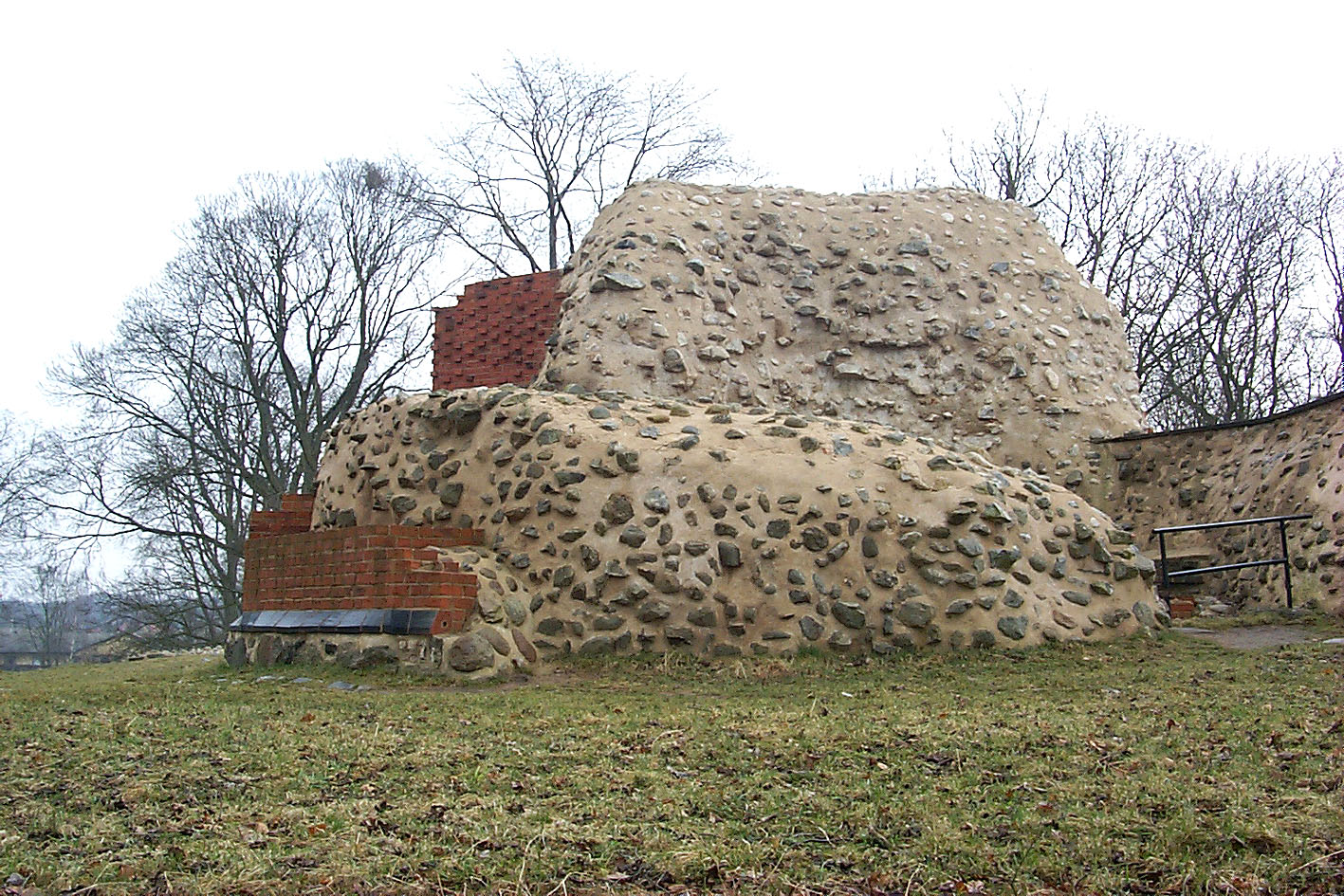
Borgruinen sedd från kullen.

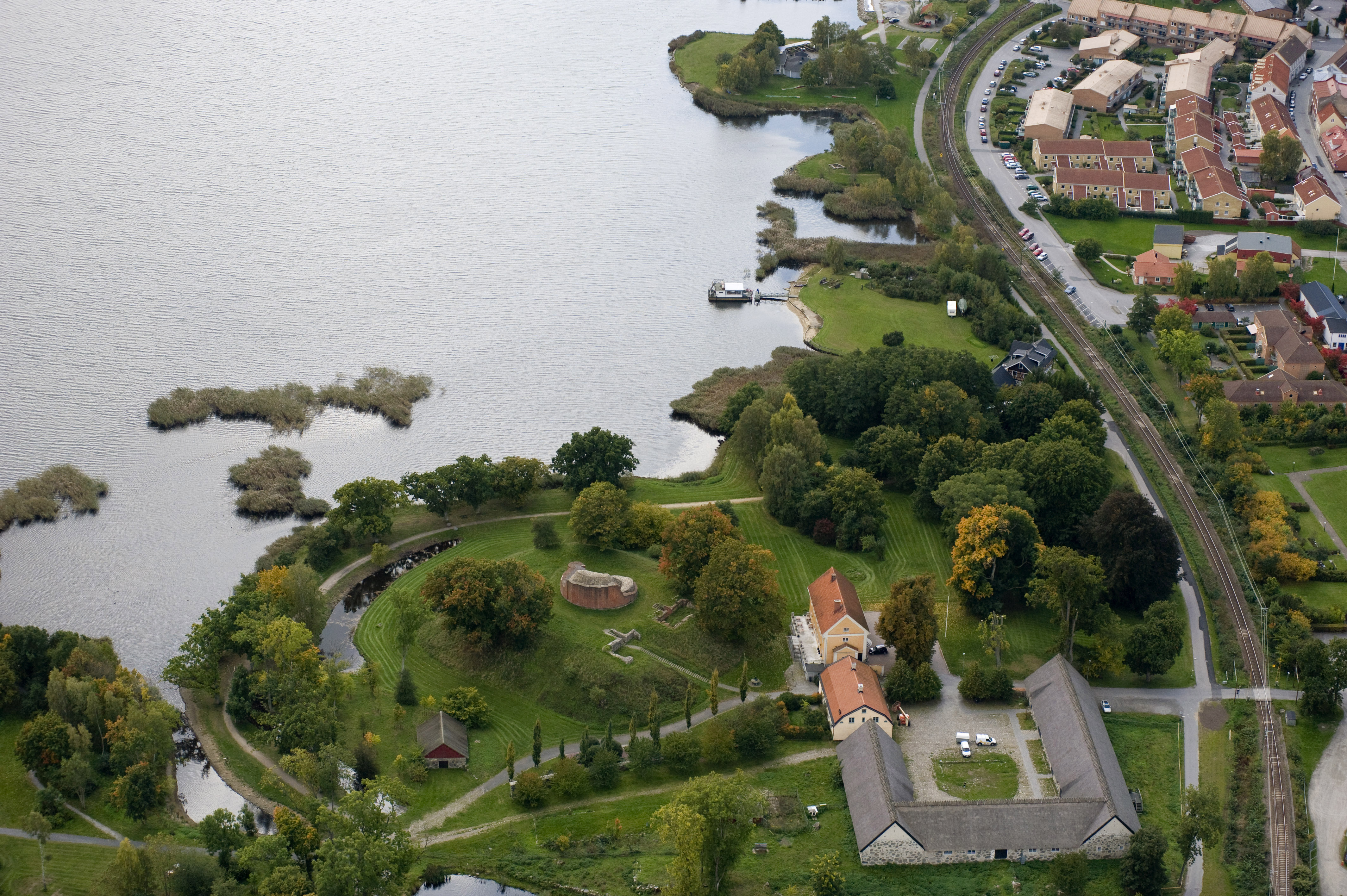
Borgens omgivningar.

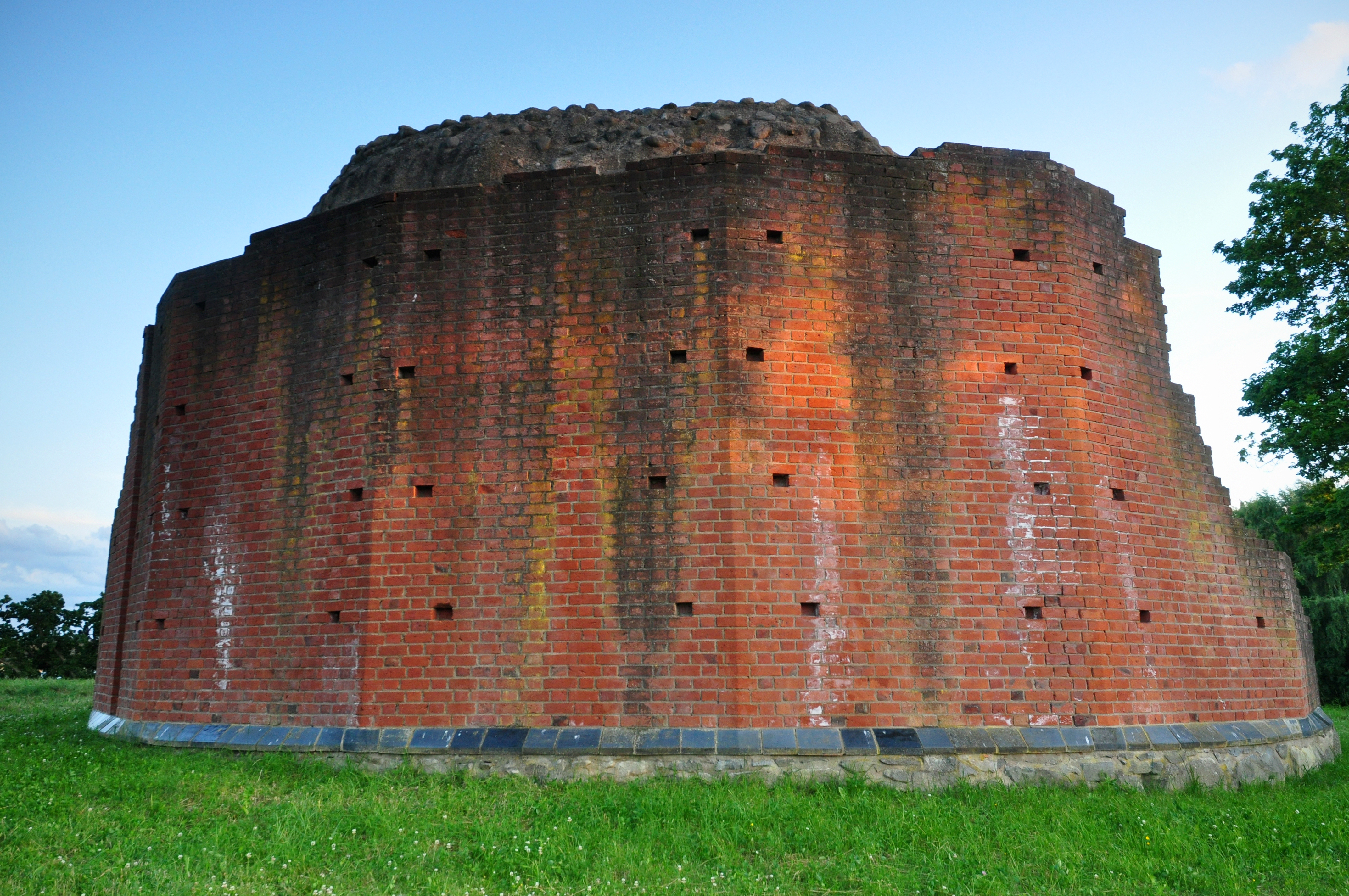
Slottsruinen

Sölvesborgs slott är en borgruin i Sölvesborgs socken i Sölvesborgs kommun. Anledningen till att den kom att kallas slott är att borgen, vid en del tillfällen, användes som övernattningsbostad åt kungligheter och därför i folkmun kom att kallas slottet. 
Borgruinen ligger ca femhundra meter nordost om själva den medeltida stadskärnan i Sölvesborg. Borgområdet ligger strategiskt mellan havet och Ryssberget. Borgen har helt behärskat den vik som här skär in i landet och som under medeltiden bör ha varit en viktig landningsplats för gränshandeln mellan den danska Blekingekusten och det svenska Värendområdet inne i Småland. I dag kvarstår en hög kulle med ruiner efter det stora försvarstornet samt källare efter omgivande borggårdsbebyggelse. En femton meter bred vallgrav har omgett kullen och väster om denna låg den medeltida förborgen med ladugårdar och stallbyggnader.
Vid utgrävningar av borgkullen åren 1940-1942 kunde utgrävaren, intendent Lars Göran Kindström, konstatera tre olika byggnadsfaser innan den nuvarande borganläggningen uppförts. Vid anläggandet av denna sista borg förhöjdes kullen ca tre meter. Ett torn med 17 meters diameter byggdes uppe på kullen. Själva murtjockleken har varit imponerande 5,5 meter. Från den runda sockeln har tornet i sin nedre del troligtvis haft en sextonkantig form medan det i sin övre del varit åttakantigt. Ett utskjutande trapptorn har varit förbindelselänken mellan de olika våningarna.
Tornet har varit uppfört i så kallad skalmursteknik. Mellan ett yttre och ett inre tegelskal har man fyllt upp med murbruk och stora stenar. I dag återstår tornet endast till ca elva meters höjd. Nästan allt tegel forslades bort under alla år som ruinen fick tjänstgöra som stenbrott. Ett djupt källarrum finns bevarat. Enligt sägnen skulle amiralen Sören Norby på 1500-talet här ha grävt ner en stor skatt under några kopparluckor. Någon sådan påträffades inte vid utgrävningen.
År 1263 omtalas Valdemar av Braunschweig som länsherre över Blekinge och Sölvesborg. Han bör ha suttit på en föregångare till den nuvarande borgen. Det väldiga tornet bör ha uppförts under kung Erik Menveds tid, alltså de första två decennierna av 1300-talet. Kungens regeringstid markerar en kraftig uppgång för Danmark. I Öresund- och Skåneregionen märks detta bland annat genom de väldiga tegelbyggerier som påbörjas. I Köpenhamn, Malmö och Helsingborg började tre stora tegelkyrkor uppföras (Vor Frue kirke, S:t Petri kyrka och Mariakyrkan) samtidigt som borgen Kärnan byggdes i Helsingborg. Genom att uppföra en ny och större borg i Sölvesborg fick kungen en riksborg även i östra delen av sitt rike.
Borgen har haft ett mycket strategiskt läge. I början av 1400-talet vistades ofta drottning Margareta av Danmark och Erik av Pommern här. I samband med det nordiska sjuårskriget, under 1500-talets mitt, härjade svenska trupper i Blekinge. Länsherren Verner Parsberg fick 6 september 1564 fly från borgen och han satte själv eld på den innan avfärden. Ruinen tjänade som stenbrott under 1700-talet. Trots att den fridlystes år 1816 fortsatte nedbrytandet.

## Bildgalleri

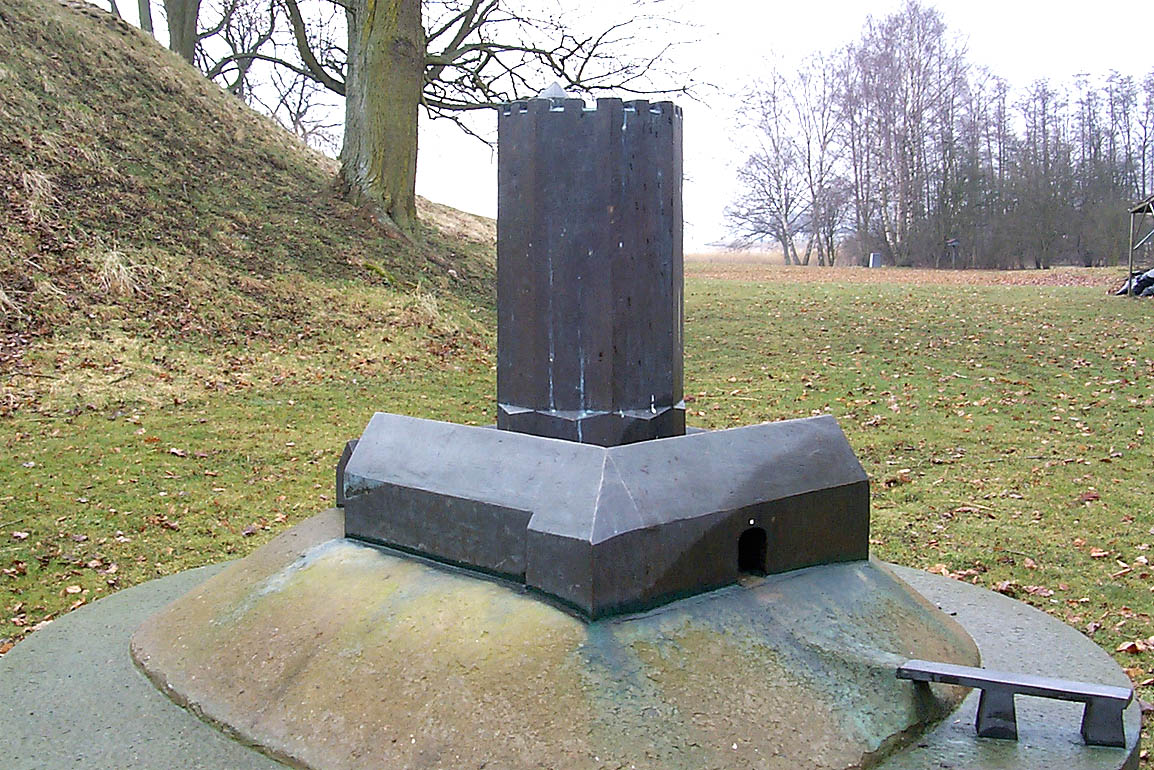
Rekonstruktionsmodell över Sölvesborgs medeltida borg.
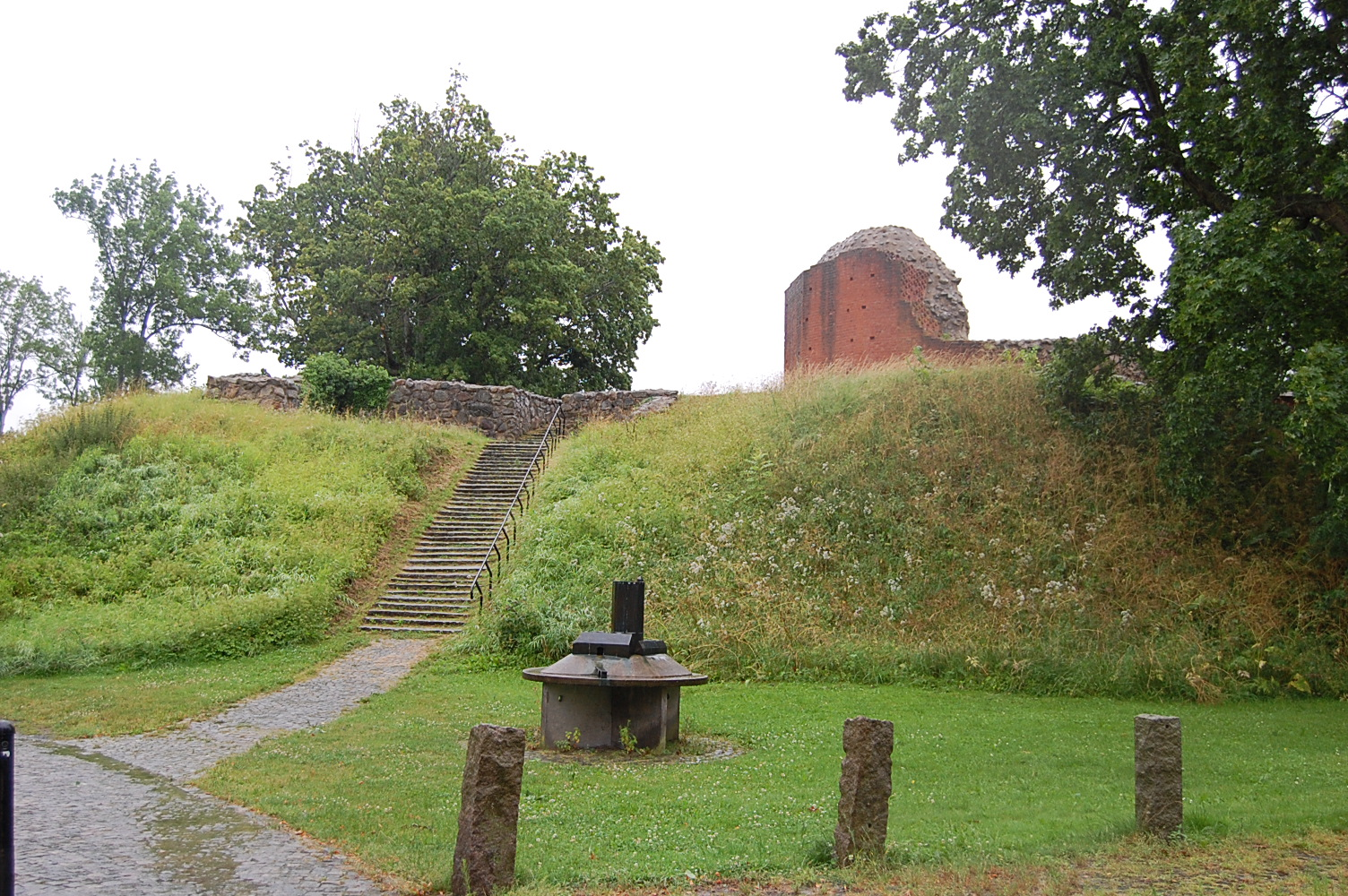
Ruinerna sedd från trapporna upp på kullen. I förgrunden syns modellen.
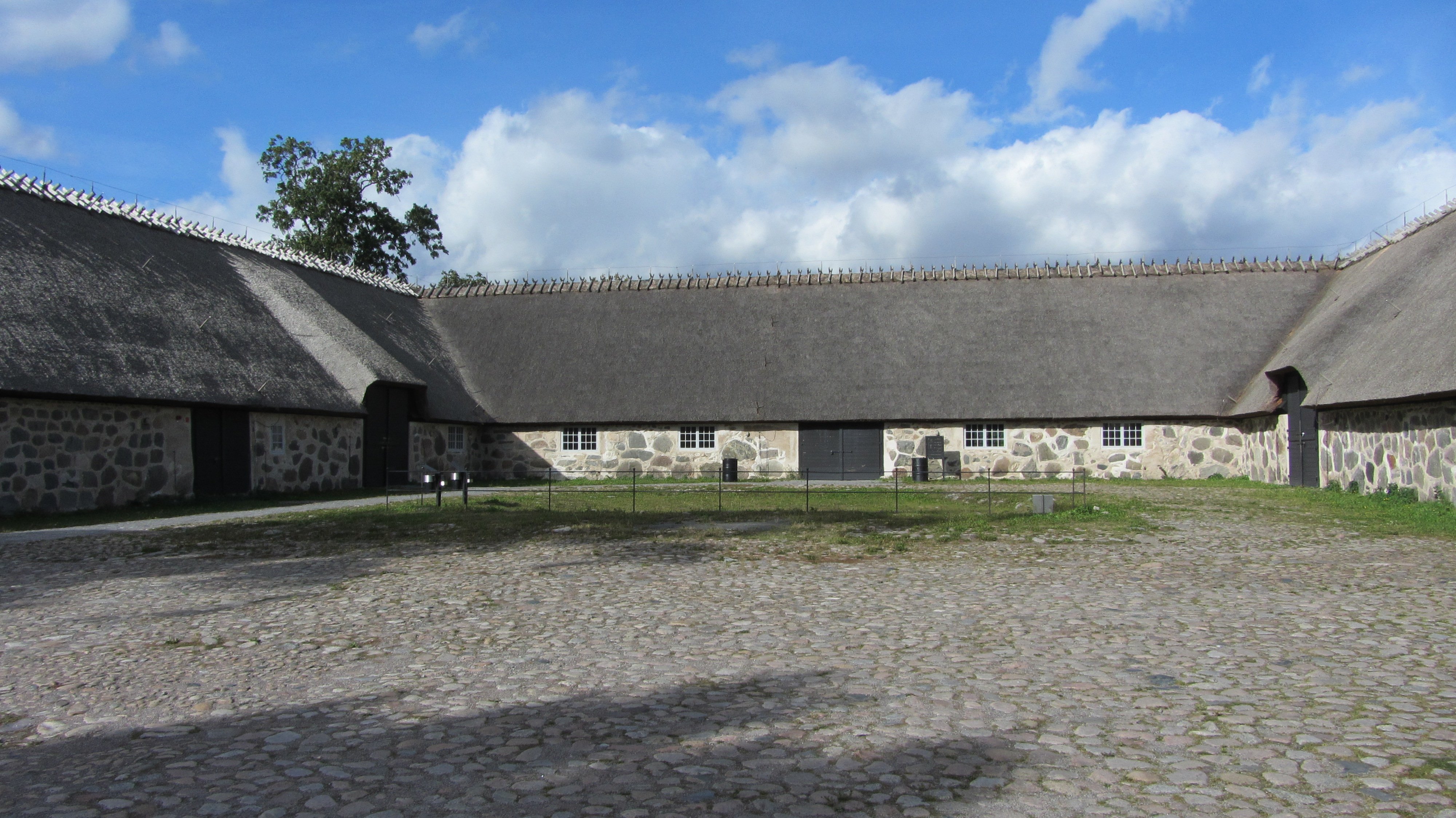
Slottslängorna med sitt nylagda vasstak.
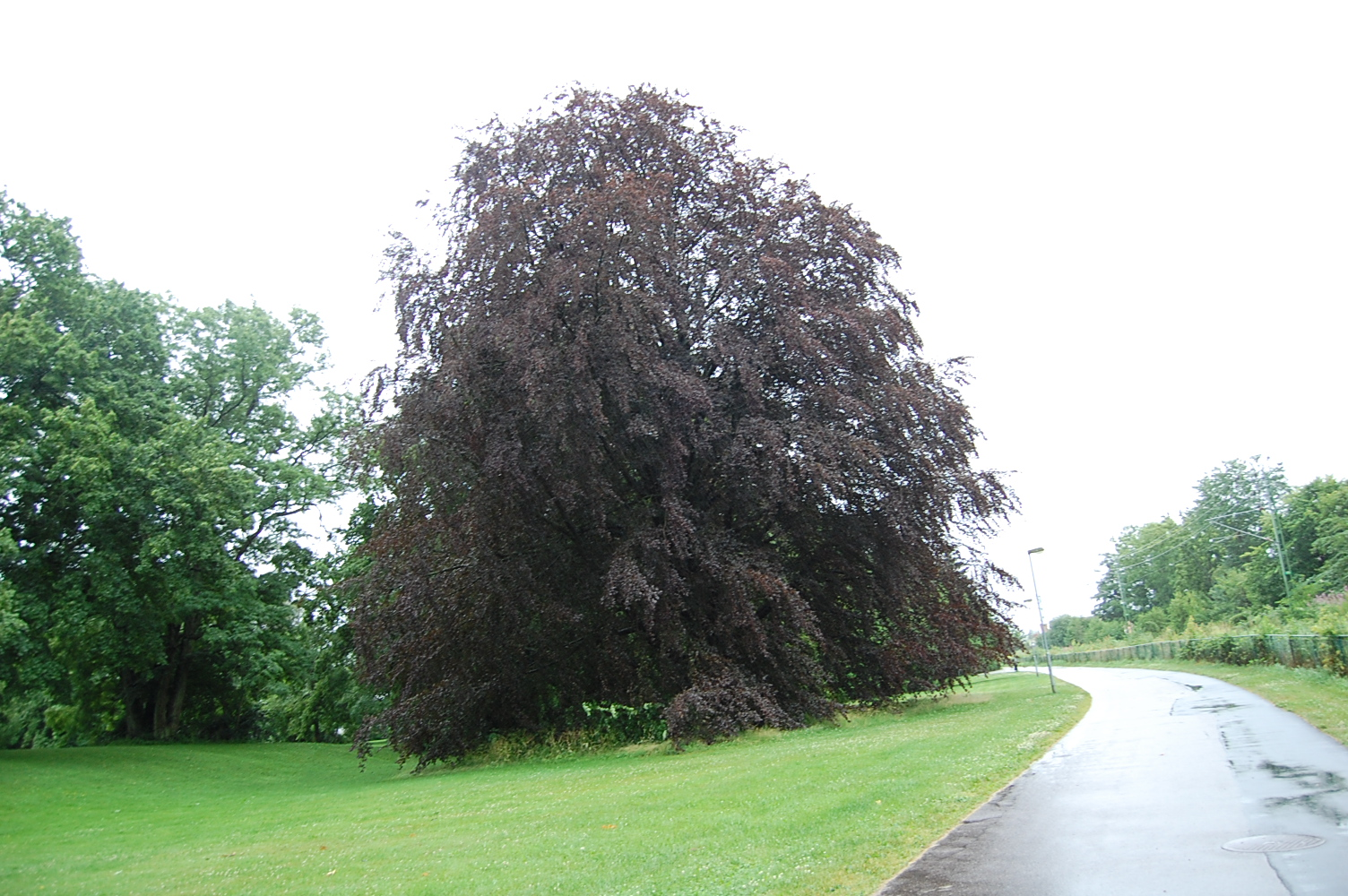
Blekinges grövsta rödbok, omkrets 430 cm, i Slottsparken.